# Livre d'heures de Marie de Bourgogne
 (septembre 2013).
Le livre d'heures de Marie de Bourgogne est un manuscrit enluminé exécuté en 1477 pour la princesse Marie de Bourgogne. Il est actuellement conservé à la Bibliothèque nationale autrichienne sous la cote Codex vindobonensis 1857 (= livre relié viennois 1857). Il contient 20 miniatures à pleine page (dont deux sont célèbres pour leur vue à travers une fenêtre et la nature morte de leur premier plan) et 32 petites miniatures. L'attribution de certaines grandes miniatures reste sujet à discussion.

## Historique
L'identité du premier propriétaire de ce manuscrit fait encore l'objet de débats. Le fond noir sur lequel est écrit le début du texte a fait penser à un ouvrage de deuil, qui aurait été écrit notamment à la suite de la mort de Charles le Téméraire en 1477. La destinataire pourrait donc logiquement être sa veuve, Marguerite d'York. Mais les manuscrits à fond sombre (on disait alors endeuillés) étaient aussi une marque de grand luxe à la Cour de Bourgogne. À partir du trente-cinquième feuillet, l'ouvrage présente une nouvelle décoration, sur parchemin non teinté. Sans doute fut-il alors destiné à Marie de Bourgogne, fille et héritière du duc de Bourgogne, en vue de son prochain mariage avec Maximilien de Habsbourg.
Par la suite, Matthias de Habsbourg, alors gouverneur des Pays-Bas, en fit l'acquisition vers 1580. Le manuscrit disparut après sa mort, en 1619. Il intégra la Hofbibliothek de Vienne entre 1721 et 1727. En 1809, il fut saisi par les troupes napoléoniennes et emporté à Paris, puis restitué en 1815.

## Description
Le manuscrit  comprend 187 feuillets de 22,5 cm sur 16,3 cm, dont 24 vignettes illustrant le calendrier, 20 miniatures à pleine page et 32 petites miniatures ornées de lettrines. Les 34 premiers folios de parchemin comportent un texte écrit en lettres d'or et d'argent sur fond teinté à l'encre noire, entouré de bordures peintes. À partir du folio 35, le parchemin est laissé à l'état naturel, seules les quelques lignes d'incipit étant écrites à l'or sur fond noir.
La célèbre miniature à pleine page du folio 14 verso représente, au premier plan, une dame élégante vue de trois-quarts, portant un hennin et lisant son livre d'heures. Elle est assise à gauche, devant une fenêtre aux deux battants ornés de vitraux en forme de tessons, grande ouverte sur le chœur élevé d'une vaste église gothique. Un petit chien est blotti sur ses genoux. Sur le siège de pierre situé en face d'elle se trouvent un coussin de brocart et une chaîne d'or portant trois bijoux en forme de bouton de rose, avec une perle au centre. Sur le rebord de la fenêtre, d'où pendent un voile et une chaîne d'or enrichie d'un rubis et de quatre perles, sont posés deux œillets rouges qui ont laissé des gouttes d'eau et un vase de cristal contenant de grands iris bleus. La princesse - peut-être Marguerite d'York - ne porte pas le deuil mais est vêtue d'une robe de velours d'or foncé. Elle tient un livre de la main droite, dans une étoffe protectrice verte, tandis que de l'index gauche elle désigne l'initiale O, probablement de la prière Obsecro te (Je t'implore) adressée à la Sainte Vierge.
Le groupe se trouvant dans la nef, à l'arrière-plan, illustre sans doute la supplication que lit la princesse. Devant un maître-autel à retable doré trône, sur un tapis brun clair à motifs en losange, la Vierge Marie vêtue de bleu, tenant l'Enfant Jésus sur ses genoux. Quatre angelots ailés, portant chacun un long candélabre, sont assis aux angles du tapis. À gauche est agenouillée une dame en hennin et habit de brocart, analogue à celle du premier plan. Trois suivantes l'accompagnent, deux agenouillées, la dernière debout. Il s'agit sans doute de Marie de Bourgogne. À droite, un homme vu de dos, portant un manteau rouge, manie un encensoir. On peut y voir son époux, le futur empereur Maximilien d'Autriche. Au fond, on aperçoit un petit chien et deux personnages masculins.

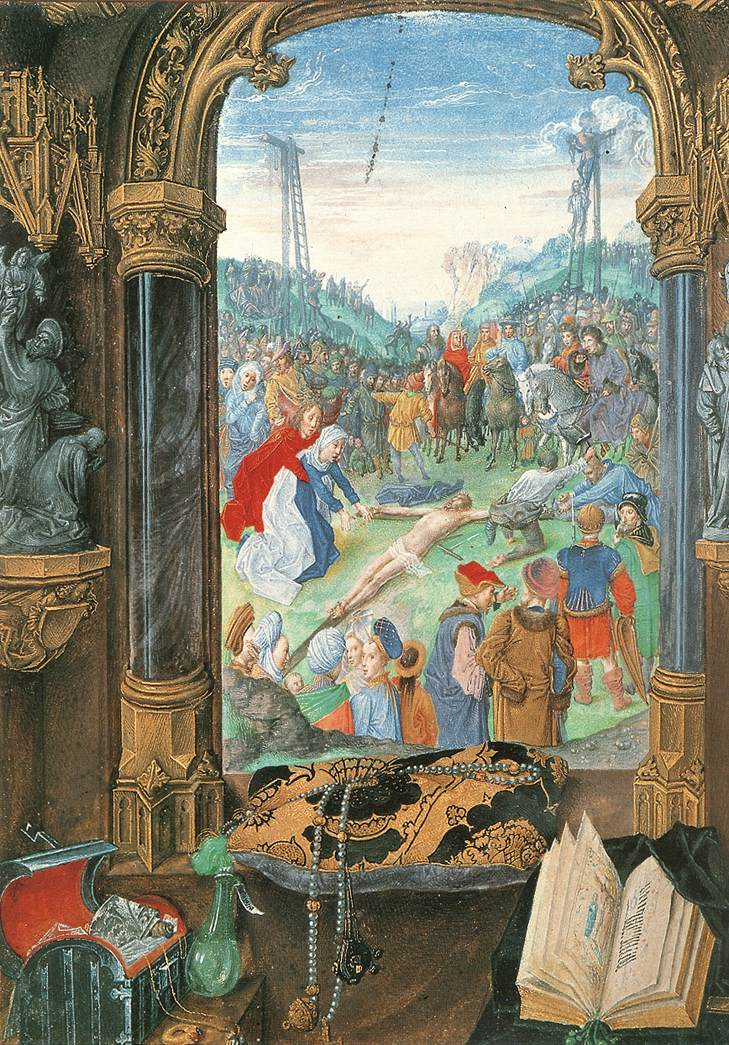
La Mise en croix - Folio 43 v°.

La scène pourrait s'entendre ainsi : Marguerite d'York, récemment veuve de Charles le Téméraire, implore la Vierge Marie en faveur de sa belle-fille Marie de Bourgogne (pour qui, dépourvue d'enfants, elle éprouvait une affection quasi-maternelle) et de son beau-fils Maximilien de Habsbourg, tous deux en adoration devant la mère de Dieu.
Le même effet-fenêtre, assorti d'une nature morte en premier plan, est repris au folio 43 verso. Sur le rebord d'une baie cintrée encadrée de deux colonnes d'onyx à base et chapiteau sculptés et dorés sont posés, de gauche à droite : un coffret métallique au couvercle relevé, gainé de velours rouge et contenant des dentelles ; un anneau d'or orné d'un saphir et d'un rubis ; une fiole piriforme en cristal contenant du parfum, de laquelle pend une mince bande de parchemin portant une inscription illisible qui en désigne probablement l'essence ; un coussin de brocart, analogue à celui du folio 14 verso ; un chapelet de perles où pend un objet brun qui pourrait être son étui de cuir ; enfin un livre de prières ouvert, posé sur son étoffe protectrice vert foncé, dont la page de gauche est peinte d'un personnage en pied vêtu de bleu, sans doute la Vierge Marie.
À mi-hauteur, sur la gauche, une console couronnée d'un gable gothique, tous deux dorés, abrite une statue représentant le sacrifice d'Isaac. À droite, sur une colonne d'égale hauteur elle aussi surmontée d'un gable, se dresse une statue de Moïse.
À l'arrière-plan, le Christ est cloué sur la croix en présence d'une foule compacte, devant la Vierge qui s'évanouit, soutenue par saint Jean. Derrière un monticule s'élevant face à la fenêtre sont groupés une dizaine de personnages, dont deux femmes en costume contemporain qui regardent le spectateur.

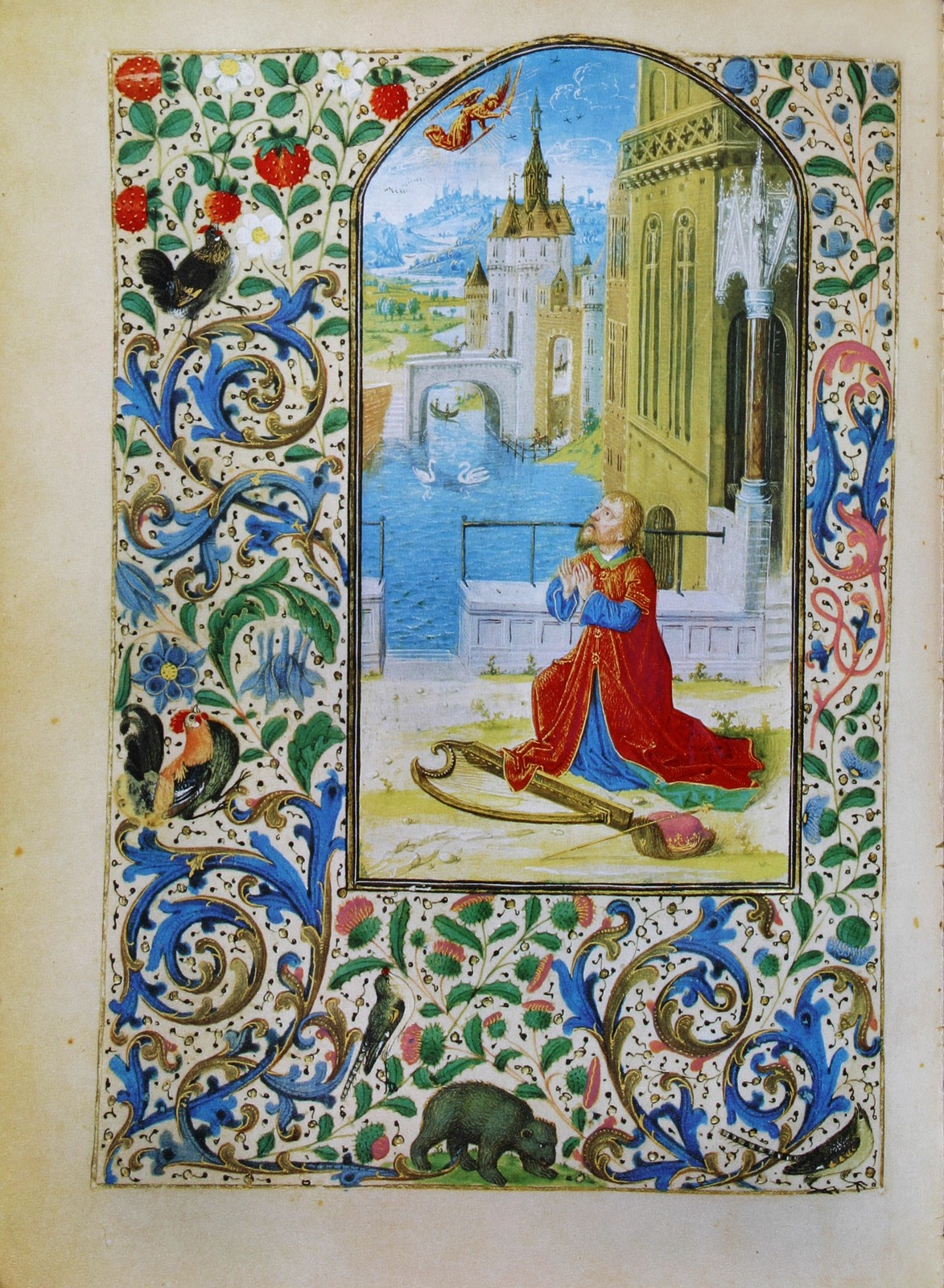
Le roi David en prière - Folio 128 v°.

## Attribution des miniatures
Plusieurs enlumineurs ont participé à la réalisation des miniatures : 
- le Maître viennois de Marie de Bourgogne, auteur de trois compositions exceptionnelles : Une dame de haut rang lisant ses dévotions devant une fenêtre ouverte sur l'intérieur d'une église (fol. 14 v°), La Mise en croix (fol. 43 v°) et Le Calvaire (fol. 99 v°). Il faut le distinguer du Maître berlinois de Marie de Bourgogne, auteur d'un Livre d'heures de Marie de Bourgogne et de Maximilien conservé à la Bibliothèque d'État de Berlin (Ms. 78 B 12). Ce maître est le premier enlumineur à avoir utilisé la fenêtre ouvrant sur une autre perspective, ce qui lui permit de créer des effets de lumière et d'obtenir une illusion d'optique ;
- Liévin van Lathem, artiste officiel de Charles le Téméraire puis de Maximilien de Habsbourg ;
- Simon Marmion, prince d'enluminure.

## Source
- (de) Cet article est partiellement ou en totalité issu de l’article de Wikipédia en allemand intitulé « Stundenbuch der Maria von Burgund » (voir la liste des auteurs).